# Karambola

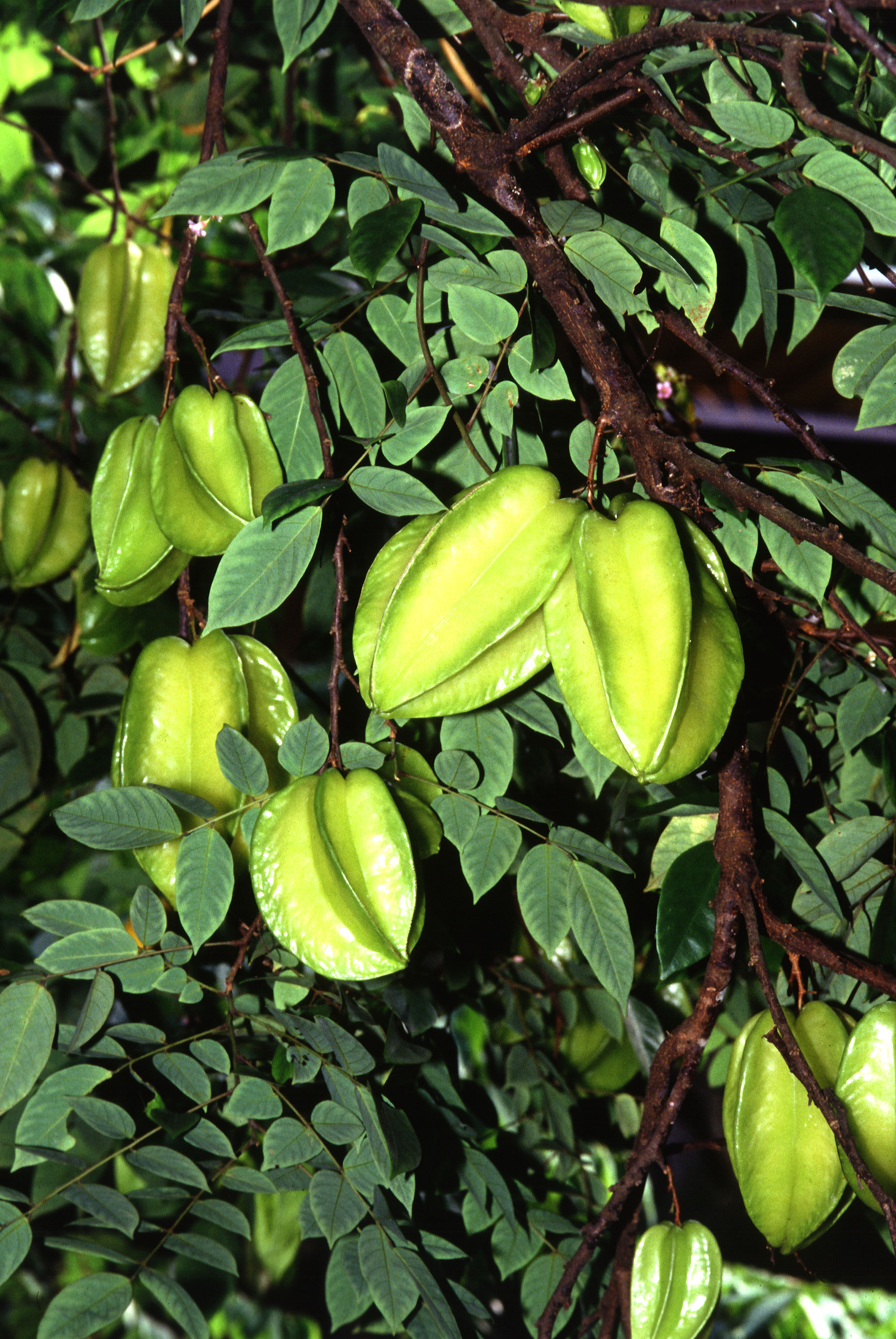
Nezralé plody

Karambola nebo čínská hvězdice je ovoce stromu Averrhoa carambola. Nejčastěji se jí čerstvé v exotických ovocných salátech nebo jako ozdoba pohárů a nápojů. Před konzumací se odstraní hnědá žebra a plod se nakrájí na plátky. Vzniknou tak velmi dekorativní hvězdy. (Proto se v anglickojazyčných zemích tomuto ovoci říká starfruit – „hvězdicové ovoce“.)

## Listy
Listy karamboly jsou dvacet centimetrů dlouhé a protažené do krátké špičky. Při dlouhých obdobích sucha je rostlina shazuje. V paždí listů kvete v bohatě rozvětvených, červených květenstvích.

## Plody
Plody obsahují velké množství kyseliny šťavelové (stejně jako reveň čili rebarbora) a měly by se konzumovat jen v malém množství. Při nadměrné konzumaci mohou způsobit otravu, projevující se zejména toxickou encefalopatií, ale i poškození ledvin. Tomu lze zabránit i současným podáním vápníku v rozpustné formě. U pacientů s ledvinnou nedostatečností je však karambola zvláště nebezpečná, protože nejenže se šťavelan hůře vylučuje, ale jeho vysoká koncentrace také zpětně poškozuje již tak narušenou funkci ledvin.
Plody se vyvinou jen z malého počtu květů. Rozříznuté na plátky vytvoří charakteristickou pěticípou hvězdu. Tenká, průsvitná vnější slupka je hladká a voskově lesklá. Dužnina plodu je velmi šťavnatá, chutí připomínající angrešt, sklovitě žlutá a kolem středu má malá semena. Stromy poskytují dvě až tři sklizně za rok. Plody obsahují nízký obsah cukru, vitamin C, minerální látky, vápník, hořčík, železo a fosfor.